# Uche Okechukwu
Uchechukwu Alozie Okechukwu, más conocido como Uche Okechukwu (n. Lagos, Nigeria, 27 de septiembre de 1967), es un exfutbolista nigeriano. Se desempeñó como defensa y militó en diversos clubes de Nigeria, Dinamarca y Turquía. Está plenamente identificado con el Fenerbahçe de Turquía, equipo donde militó por casi 10 años.

## Clubes
| Club                 | País      | Año         |
| -------------------- | --------- | ----------- |
| Flash Flamingoes     | Nigeria   | 1986 - 1987 |
| Iwuanyanwu Nationale | Nigeria   | 1988 - 1990 |
| Brondby              | Dinamarca | 1990 - 1993 |
| Fenerbahçe           | Turquía   | 1993 - 2002 |
| Istanbulspor         | Turquía   | 2002 - 2006 |
| Ocean Boys           | Nigeria   | 2007 - 2008 |
| Bayelsa United       | Nigeria   | 2008 - 2009 |